# Лукинич, Имре
Имре Лукинич (венг. Imre Lukinich; 1880, Вариаш, Австро-Венгрия (ныне жудец Тимиш, Румыния) — 16 мая 1950, Будапешт, Венгрия) — венгерский историк, полонист, педагог, профессор, член Венгерской академии наук. Директор Национальной библиотеки ими. Сеченьи (1924—1929). Лауреат премии «Корона Корвина» (1943).

## Биография
Учился у пиаристов. С мая 1896 по 1899 год состоял в их ордене. В 1902 году окончил педагогический факультет университета в Клуж-Напока. Работал учителем истории.
Участник Первой мировой войны. С июля 1914 по июнь 1916 года сражался в чине лейтенанта в Черногории на греческом фронте.
В 1918—1923 годах читал лекции по истории в Братиславском университете, в 1923—1924 годах работал директором Венгерского национального архива, в 1924—1929 годах — директор Национальной библиотеки ими. Сеченьи, в 1925—1929 годах — профессор восточноевропейской истории Елизаветинского университета в г. Печ (ныне Печский университет).
В 1916—1918 и 1920—1943 гг. был генеральным секретарём Венгерского исторического общества, в 1943—1946 гг. его вице-президентом. С 1921 года — член Академии Святого Штефана.
С 1919 года — член Венгерской академии наук, действительный член совета по истории в 1931—1949 годах и член совета директоров в 1943—1946 годах. В 1943 году награждён премией Корона Корвина.
С 1935 по 1944 год редактировал издание Archivum Europae CentroOrientalis.

## Избранные труды
- II. Sylvester pápa, Kolozsvár 1901.
- Meander Protector történeti művének fennmaradt töredékei, 1905.
- I. Rákóczy György és a lengyel királyság, 1907.
- Keresdi báró Bethlen Ferenc 1601—1653, 1908.
- Az erdélyi fejedelmi cím kialakulása, 1913.
- Bethlen Farkas történeti műve keresdi kiadásához. Magy Könyvszemle, 1913.
- Erdély területi változásai a török hódítás korában 1541—1711, 1918.
- A Magyar Történelmi Társulat története 1867—1917, 1918.
- Auer János Ferdinánd… naplója 1664, 1923.
- A szatmári béke története és okirattára, 1925.
- A Magyar Tudományos Akadémia és a magyar történettudomány, Budapest 1926.
- A bethleni gróf Bethlen család története, Budapest 1927.
- Les éditions des sources de l’histoire Hongroise 1854—1930, Budapest 1931.
- Az egyetem alapításának története — Az egyetem alapítására vonatkozó hivatalos iratok a cseh hatóságoknak adatván át,
- Rákóczi Julianna házassága, 1933.
- A Magyar Tudományos Akadémia Történettudományi Bizottsága másolat- és kéziratgyűjteményének ismertetése, 1935.
- A lengyel kérdés és a magyar kormány 1914—1917, Budapest 1939.
- II. Rákóczi Ferenc felségárulási perének története és oklevéltára, t. I—V, Budapest 1937—1943.
- Eötvös József báró, Naplójegyzetek-gondolatok 1864—1868, 1941.
- A podmanyini Podmaniczky-család története, 1943.